# Наганума
Наганума (яп. 長沼町 Наганума-тё:) — посёлок в Японии, находящийся в уезде Юбари округа Сорати губернаторства Хоккайдо. Площадь посёлка составляет 168,36 км², население — 11 582 человека (30 июня 2014), плотность населения — 68,79 чел./км².

## Географическое положение
Посёлок расположен на острове Хоккайдо в губернаторстве Хоккайдо. С ним граничат города Ивамидзава, Титосэ, Энива, Китахиросима и посёлки Курияма, Юни, Нампоро.

## Население
Население посёлка составляет 11 582 человека (30 июня 2014), а плотность — 68,79 чел./км². Изменение численности населения с 1980 по 2005 годы:
| 1980 | 13 354 чел. |  |
| 1985 | 12 921 чел. |  |
| 1990 | 12 282 чел. |  |
| 1995 | 12 293 чел. |  |
| 2000 | 12 452 чел. |  |
| 2005 | 12 401 чел. |  |

## Символика
Деревом посёлка считается Prunus sargentii, цветком — Syringa vulgaris, птицей — обыкновенная кукушка.